# Moshood Abiola
Moshood Kashimawo Olawale Abiola (Abeocutá, 24 de agosto de 1937 – Abuja, 7 de julho de 1998), mais conhecido como Moshood Abiola ou ainda como M.K.O. Abiola, foi um empresário, publicitário, filantropo e político nigeriano. Além disso, foi também chefe militar e aristocrata do povo ebá.

## Carreira política
Abiola concorreu à presidência da Nigéria na eleição presidencial de 1993, tendo sagrado-se vencedor do pleito ao obter 8 341 309 votos (58,36% dos votos válidos), porém o resultado da eleição não foi reconhecido pelo governo militar chefiado por Ibrahim Babangida e o pleito acabou sendo anulado pela Comissão Nacional Eleitoral (NEC) por supostas irregularidades eleitorais jamais provadas. Ironicamente, Abiola era tido como amigo pessoal de Babangida e havia declarado apoio ao mesmo durante sua ascensão ao poder através do golpe de Estado de 1985.

### Imagem pública
O apoio popular à Abiola em 1993 logrou ultrapassar fronteiras geopolíticas e religiosas e contar com amplo apoio de políticos civis afastados do poder desde a queda da Segunda República. O episódio de sua morte em 1998, quando ainda estava na prisão por recusar-se a renunciar formalmente à presidência mesmo nunca ter sido empossado no cargo, encontra-se envolvido em suspeitas até hoje não esclarecidas, de modo que a geração atual de nigerianos concebe-o como um símbolo da democracia no país.

## Homenagem póstuma
Em 6 de junho de 2018, o presidente Muhammadu Buhari declarou que o feriado nacional do Dia da Democracia até então formalmente celebrado em 29 de maio, em alusão à transferência pacífica de poder realizada entre o presidente militar Abdulsalami Abubakar e o presidente civil democraticamente eleito na eleição presidencial de 1999 Olusegun Obasanjo, que marcou o início do período atual denominado Quarta República, passaria a ser comemorado oficialmente em 12 de junho em memória à eleição presidencial ocorrida em 1993 e a seu vencedor, Moshood Abiola. Nas palavras de  Buhari: 
"Nos últimos 18 anos, os nigerianos celebram o dia 29 de maio como o Dia da Democracia. Essa foi a data em que, pela segunda vez em nossa história, uma administração civil eleita substituiu um governo militar. A primeira vez em que isso aconteceu foi em 1º de outubro de 1979. Mas, na visão dos nigerianos, conforme compartilhado por sua administração, 12 de junho de 1993 foi muito mais simbólico da democracia no contexto nigeriano do que 29 de maio ou mesmo 1º de outubro. 12 de junho de 1993 foi o dia em que milhões de nigerianos expressaram a sua vontade democrática naquela que foi indiscutivelmente as eleições mais livres, justas e pacíficas desde a nossa independência. credenciamento desse processo. Assim, após a devida consulta, o Governo Federal decidiu, doravante, 12 de junho será comemorado como o Dia da Democracia. Por isso, o governo decidiu conceder postumamente a medalha da Ordem da República Federal, a mais alta honraria nacional delegada a um civil nigeriano, ao falecido Chefe M.K.O. Abiola, o suposto vencedor da eleição cancelada de 12 de junho de 1993".